# Brachypterus angusticollis
Brachypterus angusticollis is een keversoort uit de familie bastaardglanskevers (Kateretidae). De wetenschappelijke naam van de soort werd in 1984 gepubliceerd door Kirejtshuk.